# Tomas Eriksson (politiker)
Per Tomas Eriksson, född 20 december 1979 i Söraby församling, Kronobergs län, är en svensk politiker (miljöpartist). Han var regionråd med ansvar för miljö- och kollektivtrafik i Region Stockholm mellan 2018 och 2022.
Eriksson har varit vice ordförande för Storstockholms Lokaltrafik AB (SL) och Waxholmsbolaget. Under sin tid som regionråd styrde Miljöpartiet regionen tillsammans med Moderaterna, Liberalerna, Kristdemokraterna och Centerpartiet. Styret kallades för blågrönt. 
Idag[när?] är Eriksson stabschef på Nya Karolinska Universitetssjukhuset i Solna Stad.